# 왐펌

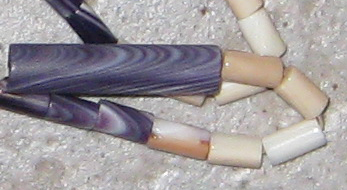
왐펌

왐펌(Wampum)은 북아메리카 동부 우드랜즈 인디언 부족들에게 신성한 조개껍질 염주이다. 왐펌은 북미 수로 웰크 조개로 장식한 하얗고, 자주색 염주 조개껍질을 포함하고 있다. 또는 서북부 방면의 대서양 딱딱한 껍질 대합조개로 만들어지기도 한다. 왐펌으로 짠 벨트는 조약이나 역사적 사건을 기념하거나, 결혼과 같은 개인적, 사회적 거래를 위해 만들어져 왔다. 북미의 식민지에서는 유럽 개척민들이 인디언들과 거래를 하기 위해 종종 화폐로 사용해 왔다.

## 같이 보기
- 히아와타
- 키푸
- 화폐사